# Aardvark JSFU
Pour les articles homonymes, voir Aardvark.

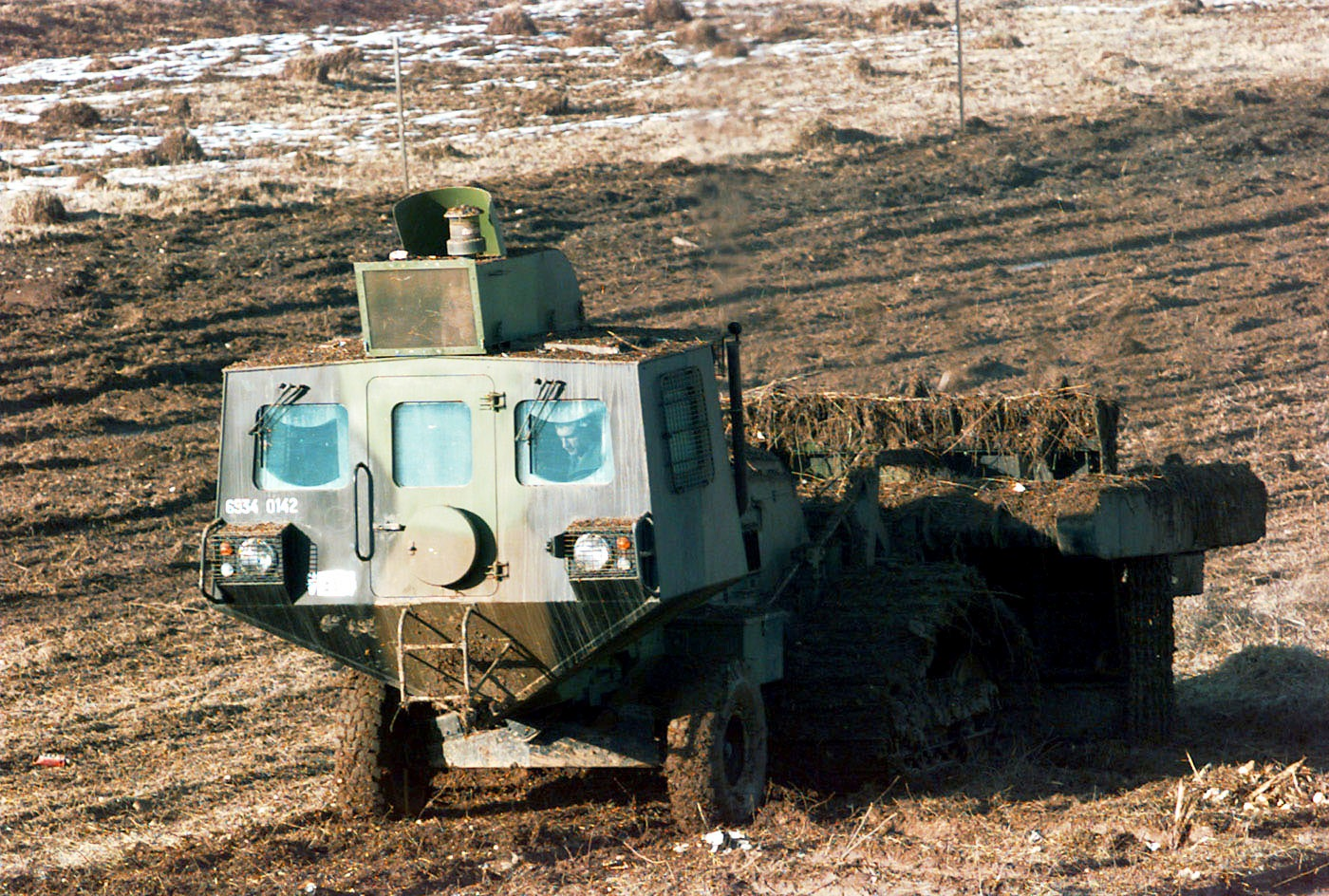
Aardvark Joil Service Flail Unit du 17e régiment du génie parachutiste en Bosnie en 1997.

Le Aardvark JSFU (Joil Service Flail Unit) est un démineur mécanique utilisant un système de tambour rotatif à fléaux. Ce véhicule comportant plus de 72 chaînes et une cabine blindée, est habituellement utilisé dans les vastes zones minées.
De provenance écossaise, le Aardvark JSFU Mark IV est un véhicule très polyvalent, car il est utilisable même quand les conditions météorologiques, ou l'état du terrain, désavantagent le déminage habituel[Quoi ?].

## Caractéristiques
Ce véhicule blindé qui entra en production en 1999, est en quelque sorte le résultat du programme "Aardvark Flail System basic design". En bref, un moteur plus performant, une sécurité de l'opérateur accrue, une nouvelle transmission, une amélioration du confort intérieur, etc. 

## Pays utilisateurs

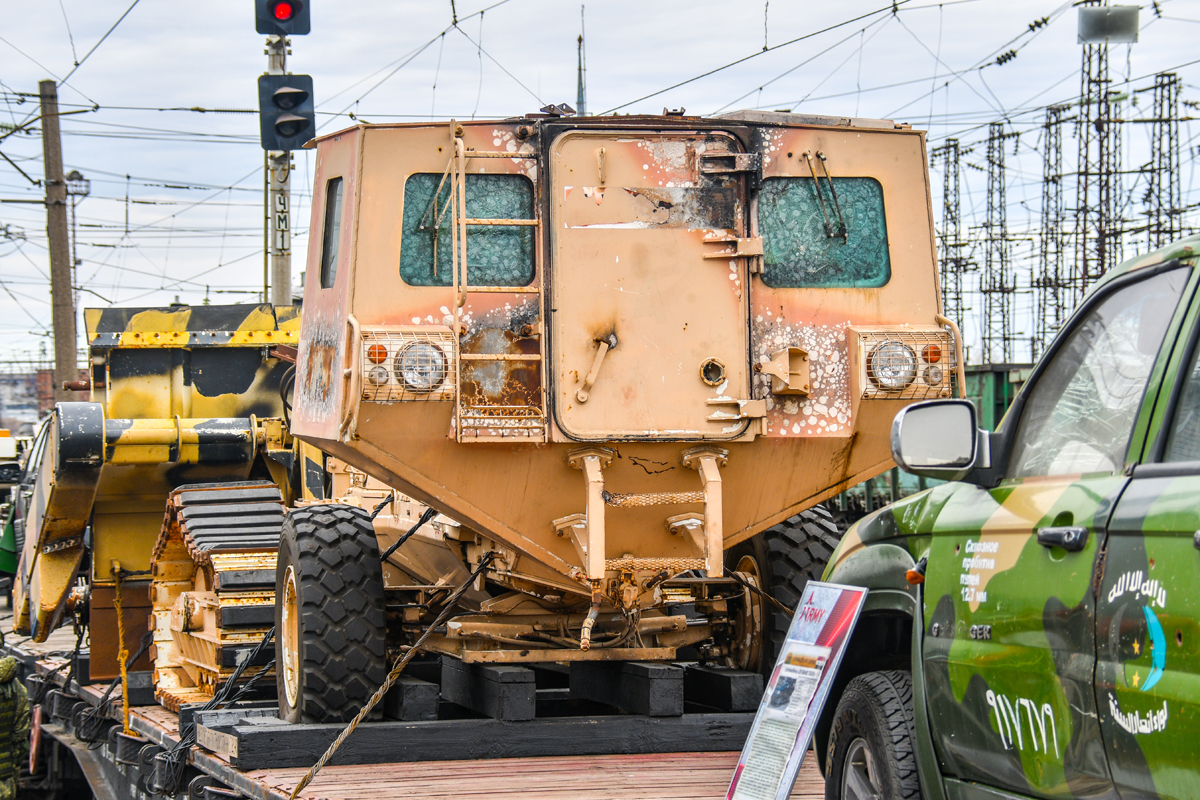
Un Aardvark capturé en Syrie puis présenté en Russie.

L'engin est utilisé dans plusieurs pays, dont:
- Le Canada
- La Corée du Sud
- Les États-Unis
- Le Royaume-Uni
- La France
- Les Pays-Bas
- L'Irlande
- L'Arabie saoudite
- Singapour

## Spécifications
- Blindage: Pare-brise de 56 mm
- Équipage: 2 personnes
- Puissance: Moteur diesel de 160 hp à 6 cylindres
- Transmission: 16 vitesses
- Système de déminage: 72 chaînes
- Longueur: 8,08 m
- Largeur: 3,55 m
- Hauteur: 2,67 m
- Poids: 12 000 kg
- Vitesse maximale: 20 km/h